# Hermann Landois
Pour les articles homonymes, voir Landois.
Hermann Landois, né le 19 avril 1835 à Münster en province de Westphalie et mort le 29 janvier 1905 à Münster, est un zoologiste prussien.

## Biographie

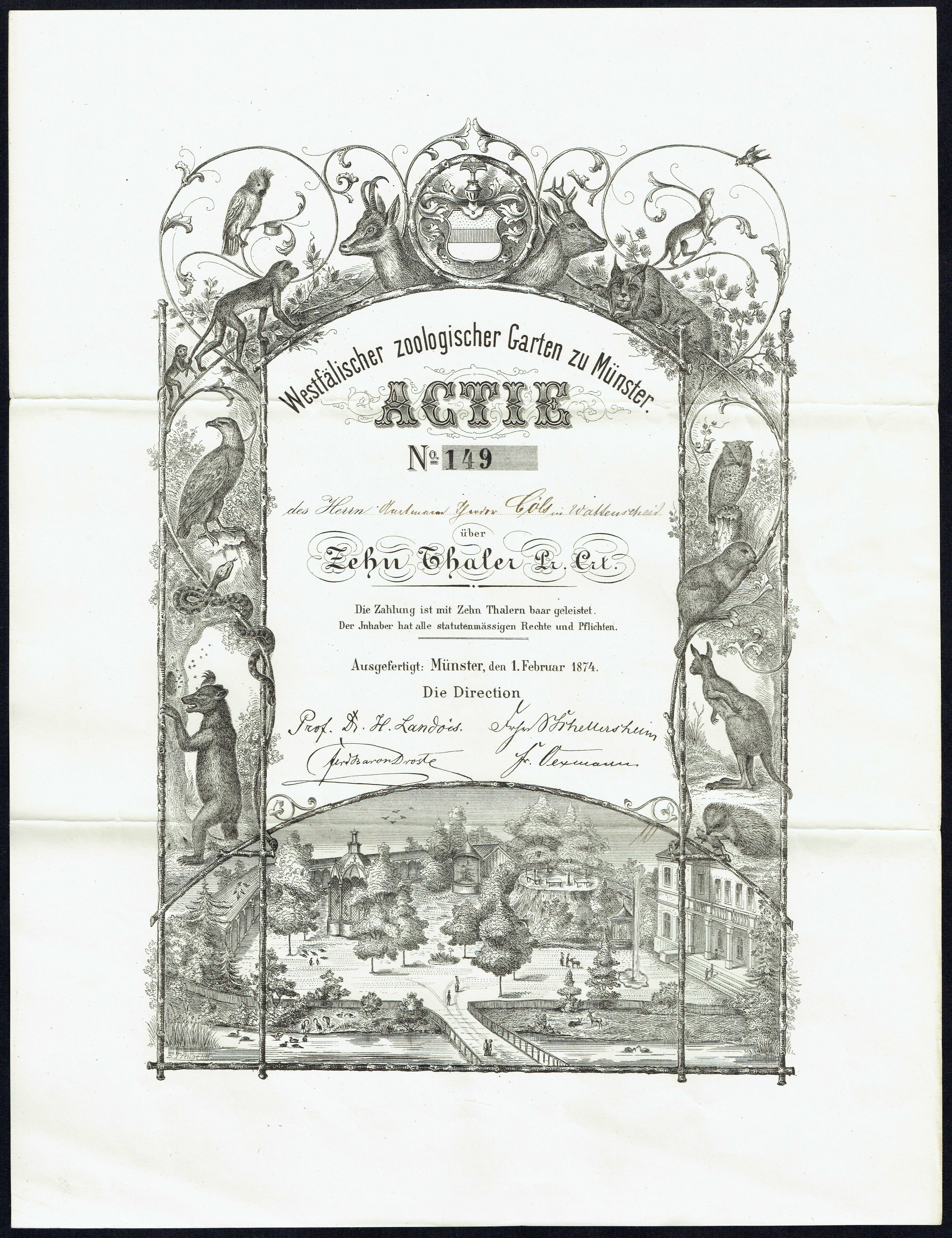
Action du jardin zoologique de Westphalie en Münster (Westfälischer Zoologischer Garten zu Münster) en date du 1 février 1874, signé par Hermann Landois

Landois était le fils du fonctionnaire Theodor Ferdinand Landois (1794-1868) et de son épouse Antoinette Joséphine Pollack. Du côté de son père, il est originaire de Lorraine. Le célèbre physiologiste Leonard Landois était son frère. Landois fréquente le lycée Saint-Paul de Münster et fait finalement son Abitur au Gymnasium de Recklinghausen en 1856. Toujours la même année, il commence à étudier la théologie et les sciences naturelles à l'académie de Münster. En 1859, il termine cette étude et est également ordonné prêtre.
À partir de 1860, Landois gagne sa vie pendant deux ans comme tuteur dans une famille noble. Il a ensuite travaillé comme professeur à l'école agricole du château de Botzlar, à Selm. L'année suivante, il a obtenu son doctorat en zoologie à l'université de Greifswald. Il y travaille avec son frère Leonard, qui enseigne la physiologie en tant que médecin à Greifswald.
En tant que prêtre catholique et professeur au lycée Saint-Paul de Münster, il a été l'un des premiers pédagogues allemands à faire régulièrement des préparations biologiques à des fins pédagogiques et à recueillir des découvertes géologiques. Il fut le premier à travailler sur l'hémolymphe. En 1869, Landois obtient un emploi de professeur privé de zoologie à l'Académie de Münster. En 1873, Landois est nommé professeur agrégé de zoologie et, trois ans plus tard, professeur agrégé de zoologie à l'Académie de Münster. La condition pour ce poste était cependant qu'il abandonna l'enseignement au Paulinum. 
En 1871, Landois a contribué à la fondation de la Société westphalienne pour la protection des oiseaux, de la volaille et des oiseaux chanteurs. Il devient également chef de la section zoologique de la toute nouvelle Société provinciale pour la science et l'art, qui avait été fondée par son ami Ferdinand von Droste zu Hülshoff.
En 1874, le jardin zoologique de Westphalie a été fondé à Münster et a ouvert le 26 juin 1875 en tant que premier zoo de Westphalie. Avec des idées de financement créatives, Landois a réalisé la construction, par exemple il a émis des actions "à 10 Thaler". Rien que cela a valu à Landois un montant de 30 000 thalers. La fondation de l'association du soir Zoologischer Garten a également contribué au financement. Le zoo de Münster était situé sur un terrain situé sur la Himmelreichallee et la Münsterschen Aa, que Landois avait personnellement acquis.
Sa préoccupation pour les sciences naturelles, son travail séculier en général, aliéna Landois de l' église et en 1876, Landois fut suspendu du sacerdoce.
Dans plus de 1 000 publications, M. Landois s'est intéressé aux sciences naturelles, en particulier à la zoologie. Certains ouvrages, par exemple le Manuel de zoologie (1870), écrit avec Bernard Altum, sont encore considérés aujourd'hui comme des jalons importants de l'enseignement moderne de la biologie. Il a également écrit des fictions comme des poèmes en dialecte du Münsterland ou son roman humoristique Frans Essink, une satire sur le clergé, dont il a par la suite écrit plusieurs suites.
Landois était aussi techniquement compétent : il a mis au point le clapet landois (également appelé clapet de singe), qui est toujours utilisé aujourd'hui et qui, pour la première fois, permettait aux animaux de passer d'un enclos extérieur à une cage grâce à une porte qui pouvait être ouverte et fermée automatiquement par les animaux eux-mêmes. Il a contribué à la création de l'actuel Aasee, même si ce n'est qu'en 1914 que les ouvriers italiens ont pu commencer à travailler sur le réservoir.
Sa nature quelque peu excentrique a traversé toute sa vie. Il a donc fondé une association anti-chat en tant qu'amateur d'oiseaux déclaré. Dans sa résidence, à Tuckesburg, le singe en peluche Lehmann était son compagnon de tous les instants. Selon la tradition, le singe serait mort d'un "foie ivre" (hépatite alcoolique moyenne), et son cheval Landois était aussi souvent imbibé de bière. 
Josef Winckler a immortalisé Hermann Landois dans son roman Le Grand Bomberg , un roman picaresque westphalien. Ici Landois est dépeint comme un ami et dans ses extravagances un partenaire égal au déjà très excentrique Gisbert Freiherr von Romberg au château de Buldern près de Münster.
Landois est enterré dans le cimetière central de Münster , donc très proche de «son» ancien parc zoologique.

## Travaux
- Frans Essink, Liien et Driewen comme un enfant de Mönstersk. Lenz, Leipzig (1874). (Édition numérisée 1884)
- Manuel de botanique. Herder, Freiburg im Breisgau 1872. (numérisé)
- Manuel de zoologie. (Avec Bernard Altum) Riemann, Münster 1868. (numérisation de la 3e édition, probablement)
- Appel, statuts et plan pour la construction d'un jardin zoologique westphalien à Münster (1873, en ligne: ULB Münster)
- Les voix de Thier (Herder, 1874)
- La faune westphalienne en mots et en images (1883)
- Valkyrie monte contre le plâtre d'oiseaux et de plumes sur des chapeaux pour femmes. Un bouquet de poèmes satyriques. Crüwell, Dortmund 1883[6]